# Coupe d'excellence
La Coupe d'excellence est une compétition de football à élimination directe, créée en 2024 et organisée par la Ligue nationale de football professionnel marocaine, qui est ouverte aux clubs professionnels de la première et la deuxième division de chaque saison.
Elle a comme objectifs l'intégration et le développement des jeunes joueurs, la reprise progressive après les trêves et le maintien du rythme de compétition lors des périodes d’arrêt du championnat. Les clubs participants sont tenus d’inscrire au moins dix joueurs U23 sur la feuille de match et de faire jouer au moins six joueurs U23 tout au long du match. La compétition commence avec une phase de poules constituée de huit groupes et continue avec une phase d'élimination directe en aller-retour qui débute avec les huitièmes de finale.

## Histoire
Le 21 juin 2024, Abdeslam Belkchour, président de la Ligue nationale de football professionnel, a révélé lors d'une réunion du bureau directeur avec les entraineurs des équipes, le lancement de la Coupe d'excellence. Organisée sous l’égide de la LNFP, elle sera ouverte aux clubs concourant dans la Botola Pro1 et de la Botola Pro2 au titre de la saison disputée.
La LNFP affirme que la compétition a pour objectifs:
- L’intégration des joueurs de moins de 23 ans dans l’effectif des équipes premières.
- La supervision des joueurs talentueux susceptibles d’être appelés au sein de l’équipe nationale olympique et des jeunes.
- La reprise progressive après la trêve estivale, hivernale et durant les dates FIFA.
- L’augmentation de nombre annuel de matches des équipes.
- Le maintien du rythme de compétition lors des périodes d’arrêt du championnat.

Le 3 septembre, la Coupe d'excellence est officiellement lancée par un match qui oppose l’Olympique Dcheira au Hassania d’Agadir au Stade Ahmed Fana (2-0),,.

## Règlement

### Format
La compétition débute avec une phase de poules qui se joue en aller-retour, les 32 équipes sont réparties en huit groupes de quatre équipes selon une distribution conforme au classement de la saison sportive précédente, et un remplacement des clubs D2 relégués en D3 par les clubs nouvellement promus en D2. Les deux premières équipes de chaque groupe se qualifient pour les huitièmes de finale qui se jouent en aller-retour. La finale et le match pour la troisième place sont joués en match unique.
| Groupe 1 | Groupe 2 | Groupe 3 | Groupe 4 | Groupe 5 | Groupe 6 | Groupe 7 | Groupe 8 |
| -------- | -------- | -------- | -------- | -------- | -------- | -------- | -------- |
| 1er D1   | 2e D1    | 3e D1    | 4e D1    | 5e D1    | 6e D1    | 7e D1    | 8e D1    |
| 2e D3    | 1er D3   | 14e D2   | 13e D2   | 12e D2   | 11e D2   | 10e D2   | 9e D2    |
| 9e D1    | 10e D1   | 11e D1   | 12e D1   | 13e D1   | 14e D1   | 15e D1   | 16e D1   |
| 8e D2    | 7e D2    | 6e D2    | 5e D2    | 4e D2    | 3e D2    | 2e D2    | 1er D2   |

### Participation des joueurs
Cette compétition a la particularité d'obliger les clubs participants à inscrire au moins dix joueurs de moins de 23 ans sur la feuille de match et une participation obligatoire d’au moins 6 joueurs U23 tout au long de la durée du match. Même en cas de suspension d’un joueur U23 au cours d’une rencontre, ce quota doit rester inchangé.
Le nombre de joueurs à inscrire sur la feuille de match est de vingt joueurs au maximum avec un quota d'étrangers de cinq joueurs quel que soit leur catégorie d’âge. Les clubs sont également dans l’obligation d’aligner le staff technique de leur équipe A.

## Palmarès

### Palmarès par édition
| Édition | Vainqueur | Finaliste | Score | Lieu de la finale |
| ------- | --------- | --------- | ----- | ----------------- |
| 2024-25 |           |           |       |                   |

### Palmarès par club
| Rang | Club | Titres (éditions) | Finales perdues (éditions) |
| ---- | ---- | ----------------- | -------------------------- |
| 1    |      |                   |                            |
| 2    |      |                   |                            |